# Mount Counts
Mount Counts är ett berg i Antarktis. Det ligger i Östantarktis. Nya Zeeland gör anspråk på området. Toppen på Mount Counts är 2 780 meter över havet.
Terrängen runt Mount Counts är varierad. Trakten är obefolkad. Det finns inga samhällen i närheten.